# Sassierges-Saint-Germain
Sassierges-Saint-Germain là một xã ở tỉnh Indre ở miền trung nước Pháp. Xã này có diện tích 31,72 km², dân số năm 1999 là 407 người. Khu vực này có độ cao trung bình 162 mét trên mực nước biển.